# Poochera
Poochera is een plaats in de Australische deelstaat Zuid-Australië en telt 60 inwoners (2006).